# Бірам Сінґх
Бірам Сінґх (гінді राव बिरम; д/н — після 1515) — рао Марвару у жовтні—листопаді 1515 року.

## Життєпис
Походив з династії Ратхор. Старший син Баґи, спадкоємця трону. Втім 1514 року помирає батько, а 2 жовтня 1515 року — дід рао Суджа. Бірам Сінґх за допомогою родичів матері перебрав владу. Але зіткнувся з потужним повстанням марварської знаті, яка підтримала претендента — зведеного брата Гангу. Вже на початку листопада того ж року Бірам Сінґха було повалено, а владу перебрав Ганга.
Отримав невеличке володіння Соджат, протягом решти життя постійно інтригував проти зведеного брата. Дата смерті невідома.